# Сажень

Соотношение единиц длины с пропорциями тела человека.

Са́жень, или саже́нь (сяжень, саженка, прямая сажень) — старорусская единица измерения расстояния.
В XVII веке основной мерой была казённая сажень (утверждённая в 1649 году «Соборным уложением»), равная 2,16 метра и содержащая три аршина (72 см) по 16 вершков. Во времена Петра І русские меры длины были уравнены с английскими. Один аршин принял значение 28 английских дюймов, а сажень — 7 английских футов, то есть 213,36 см. 11 октября 1835 года, согласно указанию Николая I «О системе российских мер и весов», длина сажени была подтверждена: 1 сажень была приравнена к длине 7 английских футов, то есть к тем же 213,36 см. С введением в 1924 году в СССР метрической системы мер вышла из употребления.

## Этимология
Сажень (или прямая сажень) первоначально означало расстояние от конца пальцев одной руки до конца пальцев другой при расставленных в стороны руках. Само слово «сажень» происходит от глагола «сягать» (доставать до чего-либо, хватать, достигать — ср. также «досягать», «досягаемый»).

## Размерность
- 1 сажень = 7 английских футов = 84 дюйма = 2,1336 метра.
- 1 сажень = 1/500 версты = 3 аршина = 12 пядей = 48 вершков.

## Виды саженей
В Древней Руси применялась не одна, а множество разных саженей:
- городовая сажень ≈ 284,8 см;
- большая сажень ≈ 258,4 см[5];
- греческая сажень ≈ 230,4 см;
- казённая (мерная, трёхаршинная) сажень. В XVI веке сажень была приравнена к 3 аршинам и стала называться казённой. По другому исследованию «косая, казённая» сажень ≈ 216 см;
- кладочная сажень ≈ 159,7 см;
- косая сажень, она же великая — расстояние от пальцев ноги с развёрнутым вбок носком до конца пальцев руки, вытянутой над головой по диагонали ≈ 248,9 см (по другим исследованиям: «великая, косая» ≈ 249,46 см, великая ≈ 244,0 см);
- малая сажень — расстояние от поднятой на уровень плеча руки до пола ≈ 142,4 см;
- маховая сажень, она же народная — расстояние между вытянутыми пальцами раскинутых (размахнутых) рук. В таких маховых саженях, которые легко отсчитывать, выражена, например, высота колокольни Ивана Великого в Кремле. Эта наиболее древняя мера начиная с XVI века перешла в разряд неофициальных, бытовых = 2,5 аршина ≈ 152—177,8 см;
- морская сажень ≈ 183 см (по другому исследованию, 183,35 см);
- простая, или прямая сажень ≈ 152,8 см (по другим исследованиям, 152,76 или 150,8 см)[6];
- сажень без чети — наибольшее расстояние между подошвой левой ноги и концом большого пальца поднятой вверх правой руки ≈ 197 см (по разным исследованиям, 1968 мм[6], следует учитывать, что она была народной мерой измерения и потому точное значение могло различаться[7]);
- трубная сажень — мерили длину труб на соляных промыслах ≈ 187 см;
- царская сажень ≈ 197,4 см;
- церковная сажень ≈ 186,4 см[6][8][9].

Известны также: сажень аршинная, береговая, государева, дворовая, землемерная, казачья, коловратная, косовая, крестьянская, лавочная, мостовая, небольшая, новая, ножная, печатная, писцовая, полная, простая, ручная, степенная, ступенная, таможенная, указная, ходячая, человечья и другие.

## История
Первое упоминание термина «сажень» содержится в «Слове о зачале Киево-Печерского монастыря», автором которого считают летописца Нестора. Сажень также упоминается и в других русских источниках XI века (Тмутараканский камень (1068), Ипатьевская летопись).
В 1835 году сажень была официально приравнена к 7 английским футам (2,1336 метра), хотя первоначально она была значительно меньше — различные исследователи, правда, расходятся в мнениях: от 142 см до 152 см. Последняя величина равна расстоянию между большими пальцами вытянутых в стороны рук человека. Эта сажень, называвшаяся простой, или прямой саженью, содержала 4 локтя в 38 см, или 8 пядей в 19 см.
Многие литературные источники указывают на то, что метрологическая реформа, в результате которой сажень была приравнена к 7 английским футам, была проведена Петром I в начале XVIII века. На основе этого некоторые исследователи делают вывод о том, что в XVIII веке сажень равнялась 2,16 м. Однако соответствующий нормативный акт до сих пор не найден.